# Abel Aguilar
Cet article concerne le footballeur colombien. Pour l'arbitre mexicain, voir Abel Aguilar Elizalde. Pour d'autres homonymes, voir Aguilar.
Abel Aguilar, né le 6 janvier 1985 à Bogota (Colombie), est un ancien footballeur international colombien, qui évoluait au poste de milieu relayeur. Au cours de sa carrière, il évolue au Deportivo Cali, à l'Udinese, à Ascoli, à Xerez CD, à l'Hércules Alicante et au Real Saragosse ainsi que depuis 2004 en équipe de Colombie, avec laquelle il participe à la Copa América en 2004 et 2011 et à la Gold Cup en 2005.

## Biographie
Sous contrat avec le club d'Hercules Alicante, relégué en deuxième division espagnole, il reste en 1re division espagnole dans le cadre d'un prêt en juillet 2012 en faveur du La Corogne.
En août 2013, âgé de 28 ans, son club Hercules Alicante étant encore en deuxième division, il signe en France, pour trois ans au Toulouse Football Club, un transfert estimé à 1,8 million d'euros.

## Palmarès

### En équipe nationale
- 62 sélections et 5 buts avec l'équipe de Colombie depuis 2004.
- Vainqueur du Championnat des moins de 20 ans de la CONMEBOL en 2005.
- Troisième de la Copa América 2004.
- Demi-finaliste de la Gold Cup 2005.
- Quart-de-finaliste de la Copa América 2011.
- Quart-de-finaliste de la Coupe du monde de football de 2014.

### Avec le Deportivo Cali
- Vainqueur du Championnat de Colombie de football en 2005 (Tournoi de Clôture).

## Sources
- (en) Cet article est partiellement ou en totalité issu de l’article de Wikipédia en anglais intitulé « Abel Aguilar » (voir la liste des auteurs).